# 波羅蜜
波羅蜜（はらみつ、巴: Pāramī、 パーラミー、梵: Pāramitā、 パーラミター）とは、仏になるために菩薩が行う修行のこと。六波羅蜜と十波羅蜜がある。
到彼岸（とうひがん）、度（ど）、波羅蜜多（はらみった）などとも訳す。

## 語源
サンスクリット文法による語源的解釈では、Pāramitā を、"pāramī"（「最高の」を意味する "parama" の女性形）＋ "-tā"（抽象名詞をつくる接尾辞）と分解し、「最高であること」、「完全であること」と解釈する。しかし中国およびチベットなどの北伝仏教の伝統的な解釈では、これを"pāram"（彼方、"pāra" の 対格）＋ "√i"（「行く」を意味する動詞）＋"tā"（接尾辞）という語彙の合成語と解釈して、「彼方に行った」すなわち此岸（迷い）から彼岸（覚り）に到る行と解するのが通例である。例えば、漢語訳における「度（ど）」、「到（とう）彼岸」などの訳語や、チベット語訳の「パロルトゥ・チンパ」（pha rol tu phyin pa）も「パロルトゥ」（pha rol tu）が「pāram」、「チンパ」（phyin pa）が「itā」に相当する語である。
中観派のハリバドラやチャンドラキールティも"pāram"（彼方、"pāra" の 対格）＋ "itā"（「行く」を意味する動詞"eti"の過去分詞女性形）と解釈し、「彼岸に到る」という伝統説を支持している。

## 部派仏教

### 上座部大寺派
上座部大寺派のパーリ仏典、『所行蔵経』のダンマパーラ註および『譬喩経』では、仏になるために修するべき以下の十波羅蜜が説かれている。
- 布施（Dāna）[11]
- 持戒（Sīla）[11]
- 出離（Nekkhamma） - 俗世間の欲から遠ざかること[11]。
- 智慧（Paññā） - 真理を発見すること[11]。
- 精進（Viriya）- 目的に達するまで進むこと[11]。
- 忍辱（Khanti） - 正しい道をあきらめずに耐え忍ぶこと[11]。
- 真諦（Sacca） - 嘘をつかないこと[11]。
- 誓願（Adhiṭṭhāna）- 優柔不断を克服し、目標を心に定めること[11]。
- 慈（Mettā） - 生命をいつくしむこと[11]。
- 捨（Upekkhā）- 無執着[11]

上座部仏教の仏典においては、釈迦は前世における修行において10の波羅蜜を完成させた結果、数千年前のインドに降臨したのだと説いている。

### 説一切有部

#### 四波羅蜜
カシミール有部の『大毘婆沙論』には以下の四波羅蜜が説かれる。
1. 施波羅蜜多 (Dāna) [15]
2. 戒波羅蜜多 (Śīla)[15]
3. 精進波羅蜜多 (Vīrya)[15]
4. 般若波羅蜜多 (Prajñā)[15]

カシミール有部は外国師の説く六波羅蜜との対応関係について、忍辱波羅蜜は戒波羅蜜に、禅波羅蜜は般若波羅蜜に収められると説いた。

## 大乗仏教

### 六波羅蜜
六波羅蜜（ろくはらみつ、ろっぱらみつ）とは、大乗仏教で説く6つの修行徳目。六度とも呼ばれる。
1. 布施波羅蜜 - 檀那（だんな、Dāna ダーナ）は、分け与えること。dānaという単語は英語のdonation、givingに相当する。布施の事であり、金銭を支払う事ではなく、見返りを期待せずに他者へ尽くす行いをする事を指す[17]。
2. 持戒波羅蜜 - 尸羅（しら、Śīla シーラ）は、戒律を守ること。在家の場合は五戒（もしくは八戒）を、出家の場合は律に規定された禁戒を守ることを指す。生活習慣を整える事を指す[17]。
3. 忍辱波羅蜜 - 羼提（せんだい、Kṣānti  クシャーンティ）は、耐え忍ぶ事であり、褒められても貶されても、それはいつまでも続かないため、心を動揺させずに耐える事を指す[17]。
4. 精進波羅蜜 - 毘梨耶（びりや、Vīrya ヴィーリヤ）は、向上する事であり、あれこれと迷う事なく今日・今行うべき事を実行する事を指す[18]。
5. 禅定波羅蜜 - 禅那（ぜんな、Dhyāna ディヤーナ））は、上記3点や特定の対象に心を集中して、散乱する心を安定させる事を指す[18]。
6. 般若波羅蜜 - 般若 (はんにゃ、Prajñā プラジュニャー）は、上記5点の実行によって全ての事物や道理を見抜く深い智慧の事を指す[18]。慧波羅蜜とも呼ばれ、十波羅蜜の智波羅蜜とは区別される[19]。１～５の五波羅蜜は、この般若波羅蜜を成就するための階梯と位置付けられるもので、最終的には、般若波羅蜜を希求することによって調御、成就される。

龍樹は『宝行王正論』においてこの6項目を以下の3つのカテゴリーに分けて解説している。
- 布施・持戒 -「利他」
- 忍辱・精進 -「自利」
- 禅定・智慧 -「解脱」

龍樹によれば、釈迦の教えとは要約すれば「自利・利他・解脱」の3つに尽き、「自利・利他・解脱」はすべて六波羅蜜によって包摂されるため、阿含経に根拠を持たない大乗独自のこれら六波羅蜜も仏説であるという。

#### 般若波羅蜜
般若波羅蜜は、大乗仏教の中心的な概念であり、一般に空（śūnyatā）、無自性（niḥsvabhāva）、幻（māyā）の如き性質であること、そして「一切法の不生」によって特徴づけられ、ナーガールジュナの中観思想と関連づけられる。

### 十波羅蜜
十波羅蜜（じっぱらみつ）は、六波羅蜜に、方便・願・力・智の四波羅蜜（六波羅蜜の般若波羅蜜より派生した4つの波羅蜜）を加えたもの。『十地経』や唯識派の論書ではこの十波羅蜜を立てる。華厳教学などでは、菩薩の五十二位の中の十行のことともいわれる。
1. 方便波羅蜜 - 烏波野、漚和拘舎羅（Upāya、Upāyakuśala ウパーヤ、うはや、日本語訳：方便）は、智慧を得るための巧みな手段を手に入れること[24]。
2. 願波羅蜜 - 波羅尼陀那（Praṇidāna プラニダーナ、はらにだな、日本語訳：願）は、智慧を得ようと誓願を保つことをいう[24]。
3. 力波羅蜜 - 波羅（Bala バラ、はら、日本語訳：力）は、善行をおこなうことと、真実と虚妄を判別する力を修習すること[24]。
4. 智波羅蜜 - 智（Jñāna ジュニャーナ、日本語訳：智）は、究極の作用を持つ智慧を得ること[24]。

## 仏典における扱い
『般若経』では般若波羅蜜（般若波羅蜜多）ほか全6種（六波羅蜜）を数え、『華厳経』（十地経）などではこれに4種を加え10種（十波羅蜜）を数える。『摩訶般若波羅蜜経』は九十一波羅蜜を列挙する。

### 常楽我浄
大乗仏教の宝性論では、如来の法身の特徴(guṇa)として、常楽我浄を挙げ、それぞれ常波羅蜜、楽波羅蜜、我波羅蜜、浄波羅蜜と呼んでいる。小川によれば、これは波羅蜜(pāramitā)を「究極的な境地に到達した状態」という意味で用いているという。